# Orientalische Vipern
Die Orientalischen Vipern (Daboia) sind eine Gattung der Echten Vipern, der nach aktuellen Untersuchungen vier rezente Arten zugeordnet werden. Die bekannteste Orientalische Viper ist die Kettenviper (Daboia russelii). Orientalische Vipern sind wie alle Vipern giftig, der Biss der Kettenviper und der Palästinaviper ist für Menschen vergleichsweise häufig tödlich.

## Merkmale
Die Arten der Orientalischen Vipern erreichen gewöhnlich Körperlängen von 80 bis 130 Zentimetern, vor allem die Kettenviper kann regional aber auch Längen von 150 Zentimeter erreichen. Die Weibchen werden in der Regel etwas größer als die Männchen.

## Verbreitung
Die Großvipern leben vor allem im Vorderen Orient, weiten Teilen von Asien bis nach Südostasien und Nordafrika. Dabei hat die Kettenviper (Daboia russelii) das größte Verbreitungsgebiet, welches sie mit mehreren Unterarten bewohnt. Sie kommt auf dem Indischen Subkontinent mit Indien, Pakistan und Bangladesch, auf Sri Lanka, im südlichen China und auf Taiwan, in Myanmar, in Thailand sowie auf einigen Inseln Indonesiens vor. Die Palästinaviper (Daboia palaestinae) ist vom Gaza-Streifen und Israel über den Libanon bis nach Syrien zu finden. Die Saharaotter (Daboia deserti), mittlerweile ein Synonym der Atlasotter, lebt im Norden Libyens und Tunesiens sowie im südlichen Atlas in Algerien, während die Atlasotter (Daboia mauretanica) auf den äußersten Nordwesten Afrikas in Marokko begrenzt ist. Die Östliche Kettenviper (Daboia siamensis) bewohnt Südostasien, Taiwan und den südlichen Teil von China.

## Fossilgeschichte
1988 wurde von Zbigniew Szyndlar eine fossile Vipernart namens Daboia maxima anhand von 20 Rückenwirbeln beschrieben, die aufgrund der sehr ähnlichen Wirbelform in die direkte Verwandtschaft der Kettenviper gestellt wurde. Beide Arten weisen für andere Vipern sehr untypische hohe Neuralbögen auf. Daboia maxima lebte in Spanien im mittleren Pliozän, wodurch eine größere Verbreitung der Gattung bzw. der beiden Arten im Mittelmeerraum zu dieser Zeit angenommen werden kann.

## Systematik

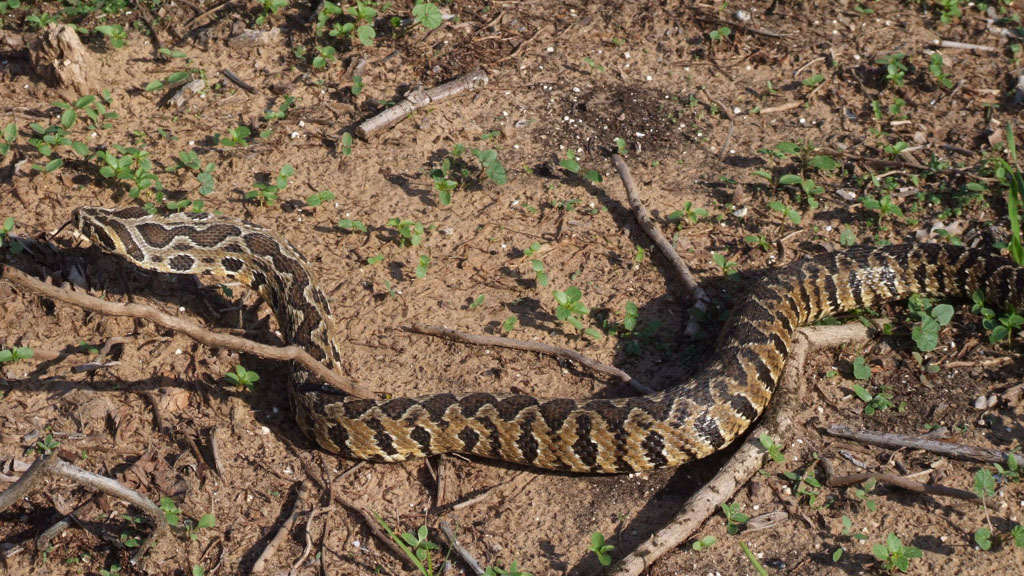
Palästinaviper (Daboia palaestinae)

Die Gattung der Orientalischen Vipern enthält heute vier Arten:
- Atlasotter (Daboia mauritanica (Gray, 1849))
- Palästinaviper (Daboia palaestinae (Werner, 1938))
- Kettenviper (Daboia russelii (Shaw & Nodder, 1797))
- Östliche Kettenviper (Daboia siamensis (Smith, 1917))

Die Gattung Daboia wurde erstmals von John Edward Gray auf der Basis der Typusart Daboia elegans beschrieben, die heute mit der Kettenviper synonymisiert ist. Der Name Daboia wurde bis in das späte 19. Jahrhundert erwähnt, obwohl die Kettenviper in die Gattung Vipera überstellt wurde. 1983 wurde die Gattung Daboia durch F.J. Obst für verschiedene Arten der damaligen Gattung Vipera wieder eingeführt, darunter die Kettenviper, die Levanteotter (heute Macrovipera lebertina) sowie die Kleinasiatische Bergotter (heute Montivipera xanthina).
1992 erfolgte eine Revision der Gattung Vipera auf der Basis von biochemischen Merkmalen, bei der die Saharaotter und die Atlasotter gemeinsam mit der Levanteotter (Macrovipera lebetina) und der Kykladenviper (M. schweizeri) zu den Großvipern (Macrovipera), die Palästinaviper als Vipera und die Kettenviper als einzige Art der Gattung Daboia eingeordnet wurden.
Durch Lenk et al. 2001 wurde diese Auffassung jedoch in Frage gestellt. Auf molekularbiologischer Basis lässt sich zwar das Schwestergruppenverhältnis von Levanteotter und Kykladenviper halten, die afrikanischen Arten (Saharaotter und Atlasotter) wurden dagegen in die nähere Verwandtschaft der Kettenviper (Daboia russelii) und der Palästinaviper (Daboia palaestinae) gestellt. Demnach gehören zur Gattung Macrovipera nur noch die Levanteotter und die Kykladenviper.
| N.N. | \| \| Montivipera \| \| \| \| \| \| Großvipern: Macrovipera lebetina und Macrovipera schweizeri \| \| \| \| |
|      | \| \| Montivipera \| \| \| \| \| \| Großvipern: Macrovipera lebetina und Macrovipera schweizeri \| \| \| \| |
|      | Daboia |
|      | |
|      | Montivipera                                                                                                 |
|      | |
|      | Großvipern: Macrovipera lebetina und Macrovipera schweizeri                                                 |
|      | |

|  | Montivipera                                                 |
|  |                                                             |
|  | Großvipern: Macrovipera lebetina und Macrovipera schweizeri |
|  |                                                             |

| N.N. | \| \| Montivipera \| \| \| \| \| \| Großvipern: Macrovipera lebetina und Macrovipera schweizeri \| \| \| \| |
|      | \| \| Montivipera \| \| \| \| \| \| Großvipern: Macrovipera lebetina und Macrovipera schweizeri \| \| \| \| |
|      | Daboia |
|      | |
|      | Montivipera                                                                                                 |
|      | |
|      | Großvipern: Macrovipera lebetina und Macrovipera schweizeri                                                 |
|      | |

|  | Montivipera                                                 |
|  |                                                             |
|  | Großvipern: Macrovipera lebetina und Macrovipera schweizeri |
|  |                                                             |

| N.N. | \| \| Montivipera \| \| \| \| \| \| Großvipern: Macrovipera lebetina und Macrovipera schweizeri \| \| \| \| |
|      | \| \| Montivipera \| \| \| \| \| \| Großvipern: Macrovipera lebetina und Macrovipera schweizeri \| \| \| \| |
|      | Daboia |
|      | |
|      | Montivipera                                                                                                 |
|      | |
|      | Großvipern: Macrovipera lebetina und Macrovipera schweizeri                                                 |
|      | |

|  | Montivipera                                                 |
|  |                                                             |
|  | Großvipern: Macrovipera lebetina und Macrovipera schweizeri |
|  |                                                             |

| N.N. | \| \| Montivipera \| \| \| \| \| \| Großvipern: Macrovipera lebetina und Macrovipera schweizeri \| \| \| \| |
|      | \| \| Montivipera \| \| \| \| \| \| Großvipern: Macrovipera lebetina und Macrovipera schweizeri \| \| \| \| |
|      | Daboia |
|      | |
|      | Montivipera                                                                                                 |
|      | |
|      | Großvipern: Macrovipera lebetina und Macrovipera schweizeri                                                 |
|      | |

|  | Montivipera                                                 |
|  |                                                             |
|  | Großvipern: Macrovipera lebetina und Macrovipera schweizeri |
|  |                                                             |

Diese Ergebnisse wurden durch Garrigues et al. 2004 bestätigt, nach denen die Vipern eine europäische Artengruppe aus verschiedenen Vipera-Arten, eine orientalische Gruppe aus den Montivipera-Arten und der Levanteotter und eine dritte afrikanisch-asiatische Gruppe, bestehend aus Kettenviper, Palästinaviper und den afrikanischen Macrovipera-Arten, bilden. Wie bei Lenk et al. 2001 war die Gattung der Großvipern paraphyletisch, die Kettenviper (Daboia russelii) bildete ein Taxon mit der Palästinaviper und der Atlasotter (Die Saharaotter und die Kykladenviper waren nicht Teil der Untersuchung). Mallow et al. 2003 ordnete entsprechend die Palästinaotter in die Gattung ein, die Atlasotter wurde 2008 von Wüster et al. auf Basis der Ergebnisse von Lenk et al. zu Daboia gestellt.
Auf der Basis einer Revision von 2017 wurde der Artstatus der bis dahin als eigenständige Art eingestufte Saharaotter (Daboia deserti) revidiert und sie wurde mit der Atlasotter synonymisiert.

## Belege
1. 1 2  David Mallow, David Ludwig, Göran Nilson: True Vipers. Natural History and Toxinology of Old World Vipers. Krieger Publishing Company Malabar, Florida, 2003, ISBN 0-89464-877-2, S. 141–159.
2. ↑  Zbigniew Szyndlar: Two new extinct species of the Genera Malpolon and Vipera (Reptilia; Serpentes) from the Pliocene of Layna (Spain). In: Acta Zoologica Cracoviensia 31, 1988; S. 687–706.
3. ↑  Zbigniew Szyndlar, Jean-Claude Rage: Fossil Record of the True Vipers. In: Gordon W. Schutt, Mats Höggren, Michael E. Douglas, Harry W. Greene (Hrsg.): Biology of the Vipers. Eagle Mountain Publishing, 2002, ISBN 0-9720154-0-X, S. 419–444.
4. ↑  Daboia In: The Reptile Database
5. ↑  H.-W Herrmann, U. Joger & G. Nilson: Phylogeny and systematics of viperine snakes. III: resurrection of the genus Macrovipera (Reuss, 1927) as suggested by biochemical evidence. In: Amphibia-Reptilia. 13, 1992, S. 375–392
6. ↑  P. Lenk, S. Kalayabina, M. Wink & U. Joger: Evolutionary relationships among the true vipers (Reptilia: Viperidae) inferred from mitochondrial DNA sequences. In: Molecular Phylogenetics and Evolution. 19, 2001, S. 94–104 (Volltext-PDF; 139,5 kB).
7. ↑  Thomas Garrigues,  Catherine Dauga, Elisabeth Ferquel, Valérie Choumet and Anna-Bella Failloux: Molecular phylogeny of Vipera Laurenti, 1768 and the related genera Macrovipera (Reuss, 1927) and Daboia (Gray, 1842), with comments about neurotoxic Vipera aspis aspis populations. In: Molecular Phylogenetics and Evolution. Band 35, Nr. 1, 2005, S. 35–47.
8. ↑  Wolfgang Wüster, Lindsay Peppin, Catharine E. Pook, Daniel E. Walker: A nesting of vipers: Phylogeny and historical biogeography of the Viperidae (Squamata: Serpentes). In: Molecular Phylogenetics and Evolution. 49, 2008, S. 445–459.
9. ↑  Fernando Martínez-Freiría, Pierre-André Crochet, Soumia Fahd, Philippe Geniez, José C Brito, Guillermo Velo-Antón: Integrative phylogeographical and ecological analysis reveals multiple Pleistocene refugia for Mediterranean Daboia vipers in north-west Africa Biological Journal of the Linnean Society 122 (2), Oktober 2017, S. 366–384, doi: 10.1093/biolinnean/blx038.